# Camera di Burker

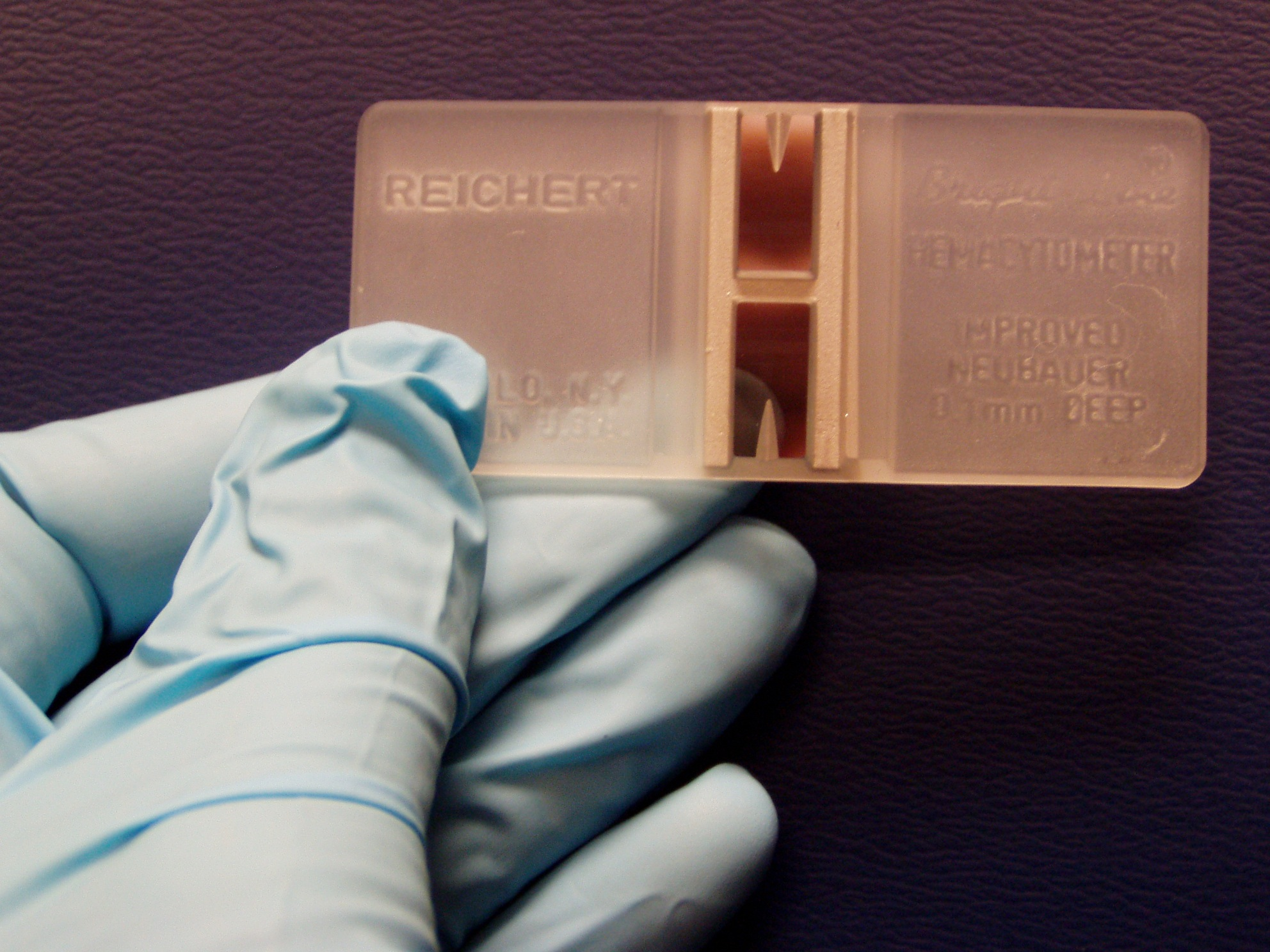
Camera contaglobuli

In commercio esistono vari tipi di emocitometri, ma sicuramente la più conosciuta è la camera di Burker. 
Questa viene utilizzata come strumento per il conteggio di cellule, come globuli rossi o lieviti.

## Composizione
La camera di Burker è costituita da un vetrino rettangolare, con lati rispettivamente di 7,5 cm e 3,5 cm e uno spessore di 4 mm.
Presenta 2 celle di 3 x 3 mm, profonde 0,1 mm, ciascuna divisa in 9 quadrati di 1 mm, ognuno con 16 quadrati di 0,2 x 0,2 mm, e superficie di 1/25 mm²; vi sono inoltre 9 quadrati più piccoli, (0,05 mm e 1/400 mm²), e 24 rettangoli con una superficie di 1/100 mm² interposti ai nove quadrati da 1 mm.

## Tecnica per Conteggio di Globuli rossi
Si può usare sangue capillare o venoso prelevato con EDTA. Il campione di sangue va diluito 1:200 con soluzione fisiologica, perché questa non varia la composizione dei glubuli rossi mentre se usassimo H2O distillata questi scoppierebbero.
Si aspira il sangue con una pipetta di Thoma fino al segno 0,5-1. Se si supera il segno far refluire il sangue appoggiando la punta della pipetta tenuta inclinata su carta da filtro senza soffiare.
Si allestisce poi la camera contaglobuli che deve essere pulita, asciutta, senza tracce di polvere.
Si colloca un vetrino coprioggetti sugli appositi piani di appoggio.
Si procede al riempimento della camera appoggiando l'estremità della pipetta sul bordo; il liquido defluisce per capillarità (fare attenzione perché non si devono formare bolle d'aria).
Si lascia in riposo per non oltre 5 min, affinché gli elementi cellulari sedimentino.
Ecco come procedere per l'osservazione:
- porre il vetrino sul tavolino portaoggetti del microscopio,
- inserire obiettivo 10X e mettere a fuoco con vite macrometrica e micrometrica,
- inserire obiettivo 40X e iniziare la conta nel seguente modo:

I globuli rossi umani presenti in 10 rettangoli in punti diversi della camera, scelti a piacere e mantenuti costanti (ad esempio lato superiore e laterale sinistro, o lato superiore e laterale destro ecc.)
I globuli rossi animali presenti in 20 quadratini (di lato 1/20 mm) in punti diversi della camera, e come per i globuli rossi umani sceglierli a piacere e mantenerli costanti.